# Massafra
Massafra – miejscowość i gmina we Włoszech, w regionie Apulia, w prowincji Tarent.
Według danych na rok 2004 gminę zamieszkiwały 30 884 osoby, 247,1 os./km².